# André Ayew
André Morgan Rami Ayew (auch bekannt als Dede Ayew) (* 17. Dezember 1989 in Seclin im Département Nord, Frankreich) ist ein ghanaisch-französischer Fußballspieler. Der Offensivspieler steht seit 2024 beim französischen Erstligisten Le Havre AC unter Vertrag und war lange Zeit Kapitän der ghanaischen Nationalmannschaft.

## Familie
Ayew wurde in Seclin, einer Gemeinde im französischen Département Nord, als Sohn einer ghanaischen Mutter geboren. Ayew stammt aus einer Fußballerfamilie. Sein Vater, Abédi Pelé, war Fußballprofi und spielte zum Zeitpunkt seiner Geburt für den OSC Lille. Er ist der Neffe von Kwame Ayew und Sola Ayew, die beide ehemalige internationale Fußballer sind. Ayew hat zwei Brüder, die Profifußballer sind; Ibrahim und Jordan und eine Schwester, Imani. André Ayew ist ein praktizierender Muslim.

## Vereinskarriere
Er begann seine Karriere im Alter von zehn Jahren beim FC Nania Accra in Ghana. Allerdings hatte er bereits zwischen 1996 und 1998 in der U-9-Jugendmannschaft des TSV 1860 München gespielt, bei dem sein Vater zu diesem Zeitpunkt im Profiaufgebot stand. Nachdem er vier Jahre der Jugendakademie des ghanaischen Klubs angehört hatte, wurde er in die von seinem Vater trainierte erste Mannschaft des Vereins befördert. Nach zwei weiteren Profijahren für Nania, in denen er auch bei den Junioren zum Einsatz kam, kehrte er nach Frankreich zurück, um für Olympique Marseille, dem Verein, in dem sein Vater seine größten Erfolge feierte, zu spielen. Dort spielte er zunächst im U17-Team des Vereins, schoss in seiner ersten Saison elf Tore und trainierte an der Seite von Salomon Olembé, Habib Beye und Bixente Lizarazu bereits mit der ersten Mannschaft. Im Mai 2007 unterschrieb er einen Drei-Jahres-Profivertrag und wurde fester Bestandteil der Ligue-1-Mannschaft Marseilles. Sein erstes Profispiel bestritt er am 3. Spieltag der Saison 2007/08 am 15. August bei der 1:2-Niederlage gegen den FC Valenciennes, als er in der 89. Minute für Modeste M’Bami eingewechselt wurde. Wenig später debütierte er am 24. Oktober 2007 im Heimspiel gegen den portugiesischen Meister FC Porto in der Champions League. In seiner ersten Spielzeit kam Ayew in Liga, Pokal und Champions League insgesamt 13 Mal zum Einsatz.
Zur Saison 2008/09 wurde Ayew an den Ligakonkurrenten FC Lorient ausgeliehen, wo er von Trainer Christian Gourcuff in der Offensive neben Fabrice Abriel, Kevin Gameiro und Rafik Saïfi eingesetzt wurde und am 16. August 2008 in der Partie gegen den FC Lyon zu seinem ersten Spiel kam. Einen Monat später erzielte er mit dem 1:0-Führungstreffer gegen den FC Sochaux sein erstes Profitor. Trotzdem wurde er in der Folgezeit nur als Ersatzspieler berücksichtigt. Er beschloss die Saison mit 22 Ligaspielen, bei denen ihm drei Tore gelangen, und kehrte zum 30. Juni 2009 nach Marseille zurück.
Da er vom neuen Trainer Didier Deschamps in Marseille nicht berücksichtigt wurde, verpflichtete ihm der Ligue-2-Neuling AC Arles-Avignon am 31. August 2009 für eine Saison auf Leihbasis. Mit Arles-Avignon erreichte Ayew, der dort auf der rechten Außenposition eingesetzt wurde, den Aufstieg in die Ligue 1. Er kam in der gesamten Saison auf 25 Ligaspiele und vier Tore.
Nach der erfolgreichen Spielzeit beim AC Arles-Avignon kehrte Ayew erneut nach Marseille zurück. Nachdem zuerst gemutmaßt wurde, dass er den Verein verlassen würde, verlängerte er seinen Vertrag im August bis 2014. In der Spielzeit 2010/11 konnte sich Ayew bei Marseille etablieren und wurde in der Hinrunde 18 mal eingesetzt, davon stand er 16 mal in der Anfangself.

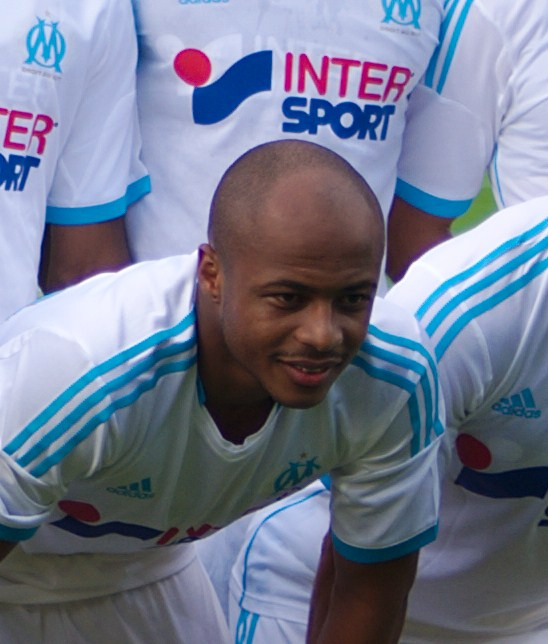
Ayew bei Olympique Marseille (2013)

Im Sommer 2015 gab Ayew seinen ablösefreien Wechsel zum Premier-League-Klub Swansea City bekannt. Nach überzeugenden Leistungen bei Swansea City wechselte er zur Saison 2016/17 zu West Ham United. Nachdem er bei dem Erstligisten nicht wie erhofft zur Geltung gekommen war, kehrte Ayew im Januar 2018 zurück zu Swansea City. Mit Swansea stieg er am Saisonende aus der Premier League 2017/18 ab und verbrachte die darauffolgende Saison beim türkischen Erstligisten Fenerbahçe Istanbul. Nach seiner Rückkehr nach Wales fand der Stürmer zu seiner Treffsicherheit zurück und kam 2019/20 und 2020/21 auf fünfzehn sowie sechzehn Ligatreffer. Swansea erreichte jeweils die Aufstiegs-Play-offs. Nach einem Aus im Halbfinale im ersten Jahr, scheiterte der Verein in der EFL Championship 2020/21 erst im Finale mit 0:2 am FC Brentford und verpasste damit die Rückkehr in die Premier League.
Nach eineinhalb Jahren beim katarischen Verein al-Sadd Sports Club unterschrieb André Ayew Anfang Februar 2023 einen bis zum Saisonende gültigen Vertrag beim englischen Erstligisten Nottingham Forest. In Nottingham trifft er auf Trainer Steve Cooper, unter dem er bereits von 2019 bis 2021 erfolgreich in Swansea gespielt hatte. Seit November 2023 spielt er mit einer dreimonatigen Unterbrechung für den französischen Erstligisten Le Havre AC.

## Nationalmannschaftskarriere
Aufgrund seiner doppelten Staatsbürgerschaft hätte André Dede Ayew international sowohl für Frankreich als auch für Ghana spielen können. Zunächst entschied er sich für Frankreich und spielte einmal in der französischen U18-Nationalmannschaft, bevor er vier weitere Berufungen aufgrund von Verletzungen absagen musste. Im Herrenbereich entschied er sich aufgrund der Herkunft seines Vaters für Ghana, obwohl er auch vom französischen Verband umworben wurde. Im August 2007 berief ihn der ghanaische Nationaltrainer Claude Le Roy für das Freundschaftsspiel gegen Senegal in den Kader der A-Nationalmannschaft. Er wurde gegen Ende der Partie, die im Londoner New Den Stadium stattfand, eingewechselt und kam somit zu seinem ersten Länderspieleinsatz. In den folgenden Monaten wurde er schrittweise in das ghanaische Nationalteam eingebaut, welches sich auf die im eigenen Land stattfindende Afrikameisterschaft Anfang des Jahres 2008 vorbereitet. Ayew schaffte schließlich den Sprung in den 23-köpfigen Nationalkader und nahm an vier der sechs Partien teil. Im Halbfinale des Turniers stand er bei der 0:1-Niederlage gegen Kamerun in der Startformation. Am Ende belegte er mit Ghana den dritten Platz.
Unter dem neuen Nationaltrainer Milovan Rajevac wurde Ayew zunächst nur wenig berücksichtigt. Dies änderte sich nach seinen hervorragenden Leistungen bei der Junioren-Weltmeisterschaft im Herbst 2009 in Ägypten, bei der Ghana erstmals den Titel gewann. In der Folge kam André Dede Ayew auch wieder für die A-Nationalelf zum Einsatz. Er nahm an der Afrikameisterschaft 2010 teil, bei der Ghana erst im Endspiel der Mannschaft Ägyptens mit 0:1 unterlag, und Ayew in allen fünf Spielen teilnahm. Im Mai 2010 wurde er für Ghanas Kader bei der Weltmeisterschaft in Südafrika nominiert. Ghana überstand die Vorrunde und gewann im Achtelfinale gegen die USA, wobei Ayew das entscheidende 2:1-Siegtor Ghanas vorbereitete und zum Man of the Match gekürt wurde. Im Viertelfinale, bei dem Dede Ayew aufgrund einer Gelbsperre nicht auflaufen konnte, verlor Ghana im Elfmeterschießen gegen Uruguay und schied aus. Er wurde hinter dem deutschen Thomas Müller zum zweitbesten Nachwuchsspieler der WM 2010 gewählt.
Am 13. Mai 2014 wurde er in den Kader der ghanaischen Fußballnationalmannschaft für die Weltmeisterschaft 2014 berufen und konnte dort in der Gruppenphase gegen die USA und Deutschland jeweils einen Treffer erzielen. Ghana wurde Gruppenletzter mit einem Punkt.
Beim Afrika-Cup 2015, 2017 und 2019 gehörte Ayew zum ghanaischen Kader.

## Titel und Erfolge
Juniorennationalmannschaft
- Junioren-Weltmeister 2009
- Junioren-Afrikameister 2009

Nationalmannschaft
- CAF-Afrikameisterschaft:
  - Vizemeister 2015 in Äquatorialguinea (6 Einsätze / 3 Tore)
  - Vizemeister 2010 in Angola (5 Einsätze / 1 Tor)
  - Dritter 2008 in Ghana (4 Einsätze)
- FIFA-Weltmeisterschaft
  - Viertelfinalist 2010 in Südafrika (4 Einsätze)

Olympique Marseille

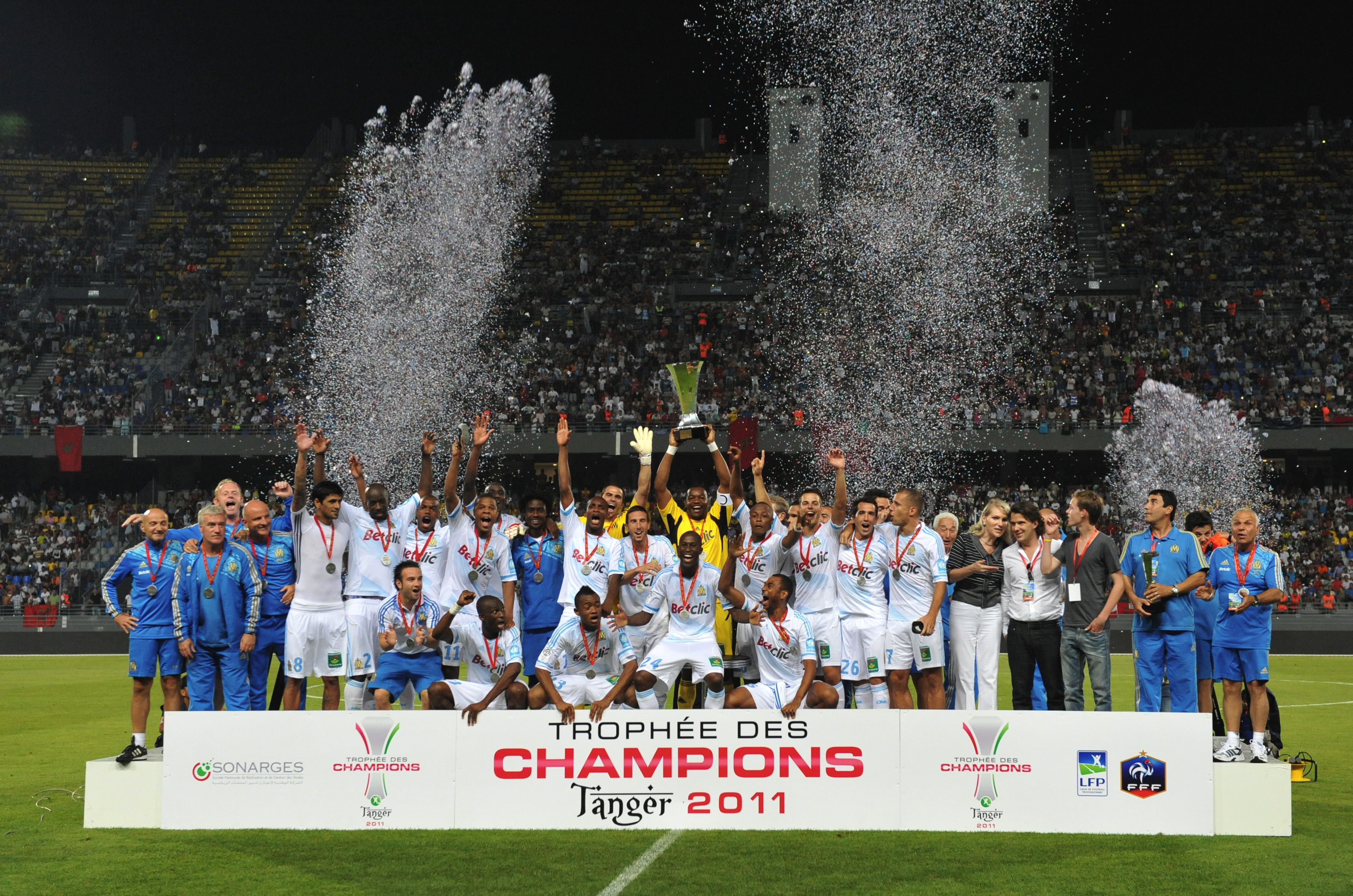
Französischer Supercup-Sieg 2011 mit Olympique Marseille

- Französischer Ligapokalsieger: 2011
- Französischer Supercupsieger: 2010, 2011

Auszeichnungen
- Torschützenkönig der CAF-Afrikameisterschaft: 2015
- Gewählt in das Team des Jahres Afrikas (CAF Best XI): 2010,[6] 2011,[7] 2015[8]
- Ghanas Fußballer des Jahres: 2011
- BBC African Footballer of the Year: 2011